# Nikki (TV-serie)
Nikki är en amerikansk komediserie från 2000-2002, skapad av Bruce Helford.

## Handling
Serien handlar om paret Nikki och Dwight White, som arbetar inom underhållningsbranschen i Las Vegas, hon är showgirl och han är fribrottare.

## Medverkande
- Nikki Cox som Nikki White
- Nick von Esmarch som Dwight White
- Susan Egan som Mary
- Toby Huss som Jupiter
- Brad William Henke som Thor
- Steve Valentine som	Martine
- Christine Estabrook som Marion
- Marina Benedict som Luna